# Paróquias da diocese de Itabira-Fabriciano

A Catedral de São Sebastião, na Paróquia São Sebastião, em Coronel Fabriciano, é a cossede da Diocese de Itabira-Fabriciano.

Aqui são listadas as paróquias da diocese de Itabira-Fabriciano, que são uma divisão da circunscrição eclesiástica da Igreja Católica no estado de Minas Gerais, Brasil. A diocese pertence à Província Eclesiástica de Mariana e ao Conselho Episcopal Regional Leste II da Conferência Nacional dos Bispos do Brasil.
A diocese de Itabira-Fabriciano foi criada pelo então Papa Paulo VI em 14 de junho de 1965. Na década de 1970, ocorreu a criação de "vicariatos episcopais", concedendo maior autonomia às comunidades regionais. Na mesma ocasião, houve a divisão da circunscrição eclesiástica em quatro Regiões Pastorais, com sedes em Itabira, João Monlevade, Coronel Fabriciano e São Domingos do Prata. Esta última, no entanto, foi extinta pouco tempo depois.
Em 2021, a área de abrangência da diocese estava dividida em três regiões pastorais, que eram decompostas por 51 paróquias sediadas em 24 municípios. A maioria se encontrava em Ipatinga, com dez paróquias. A sé episcopal é representada pela Catedral Nossa Senhora do Rosário, que faz parte da Paróquia Nossa Senhora do Rosário, em Itabira, e a Catedral de São Sebastião é a cossede da diocese, situada na Paróquia São Sebastião, em Coronel Fabriciano.

## Lista de paróquias

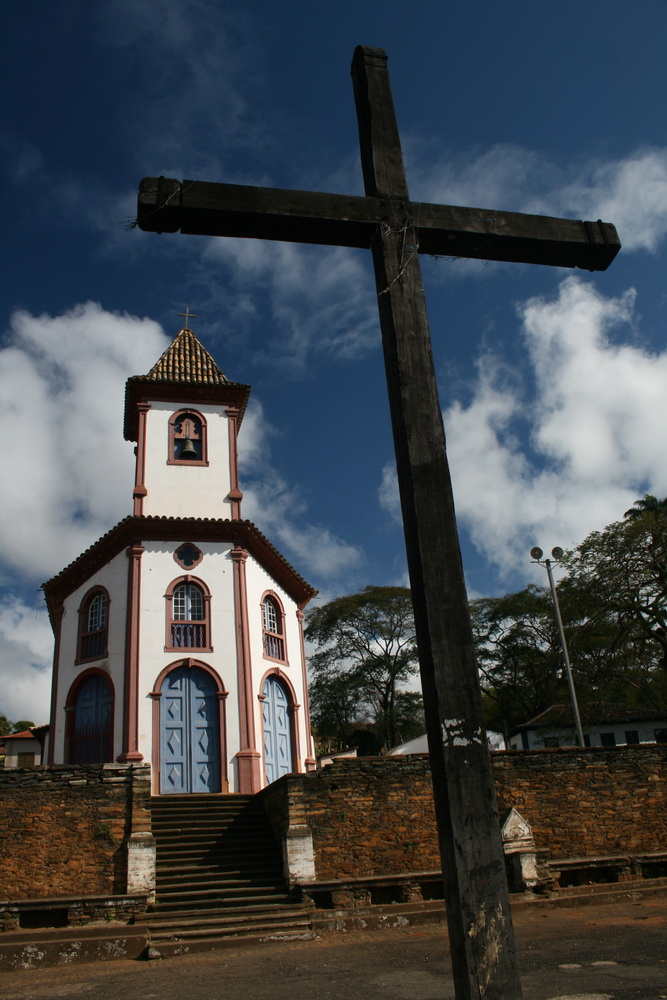
Igreja Matriz de São José, na Paróquia São José da Lagoa, em Nova Era.

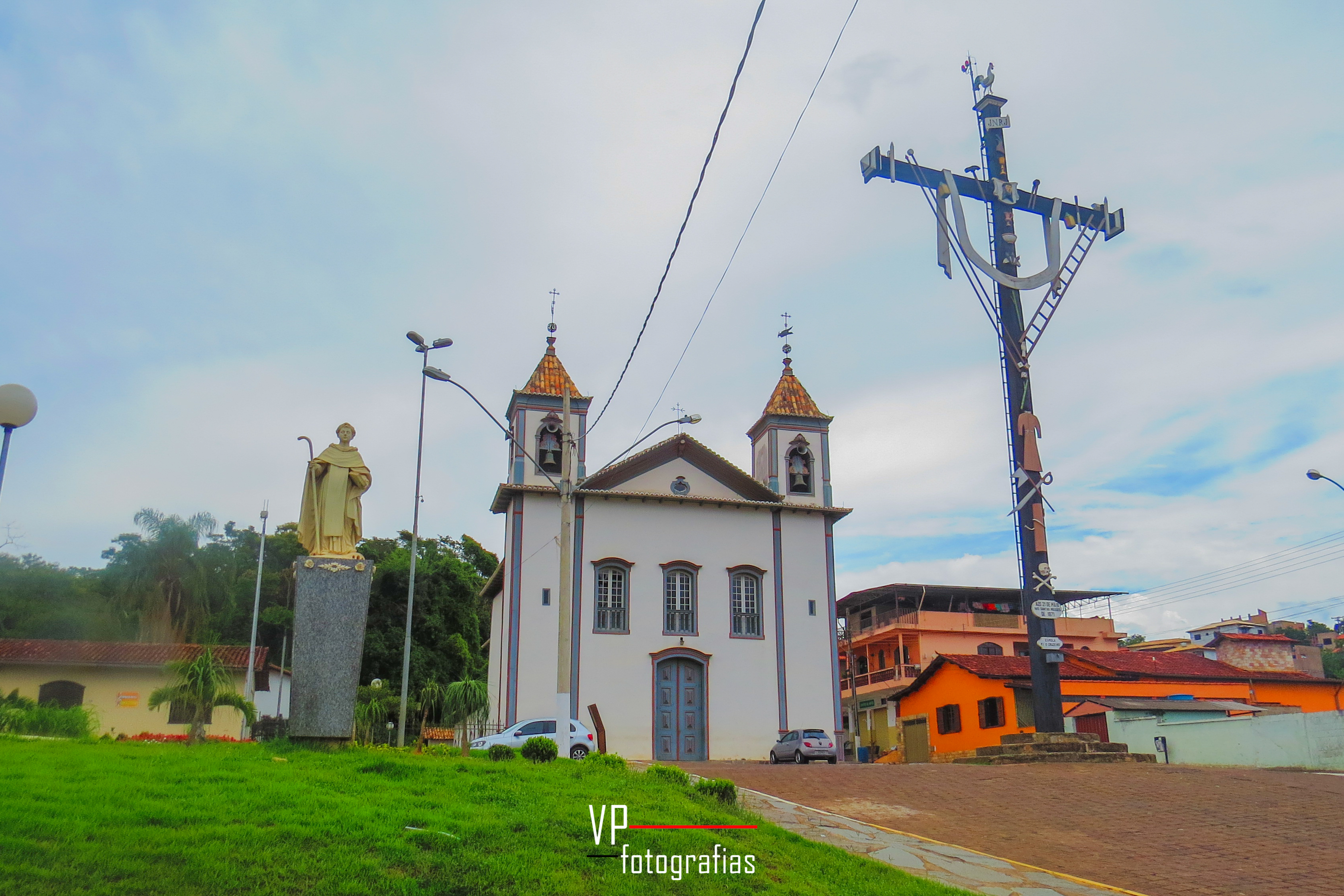
Igreja Matriz de São Gonçalo do Rio Abaixo, na Paróquia São Gonçalo.

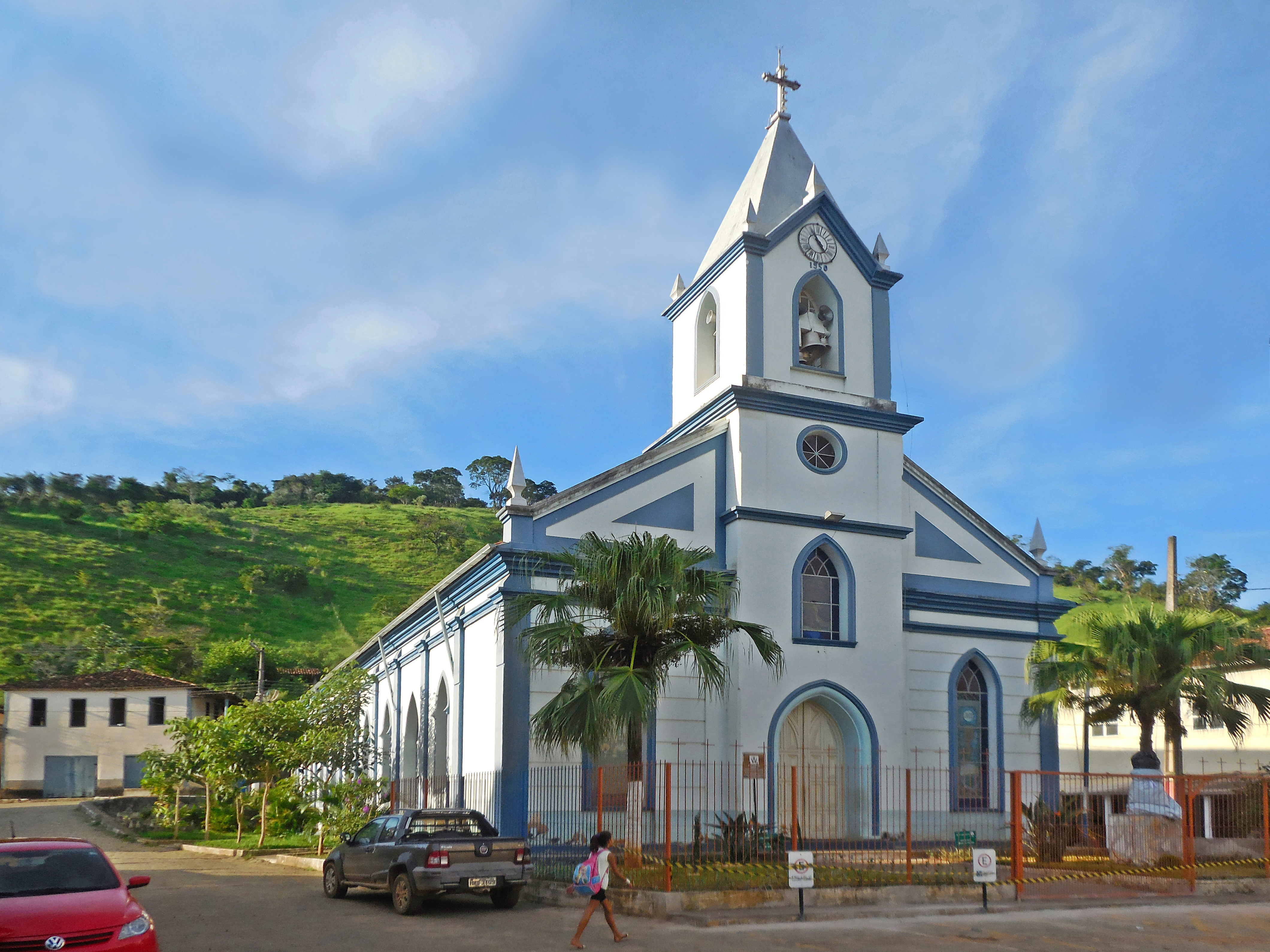
Igreja Matriz de São José, na Paróquia São José, em São José do Goiabal.

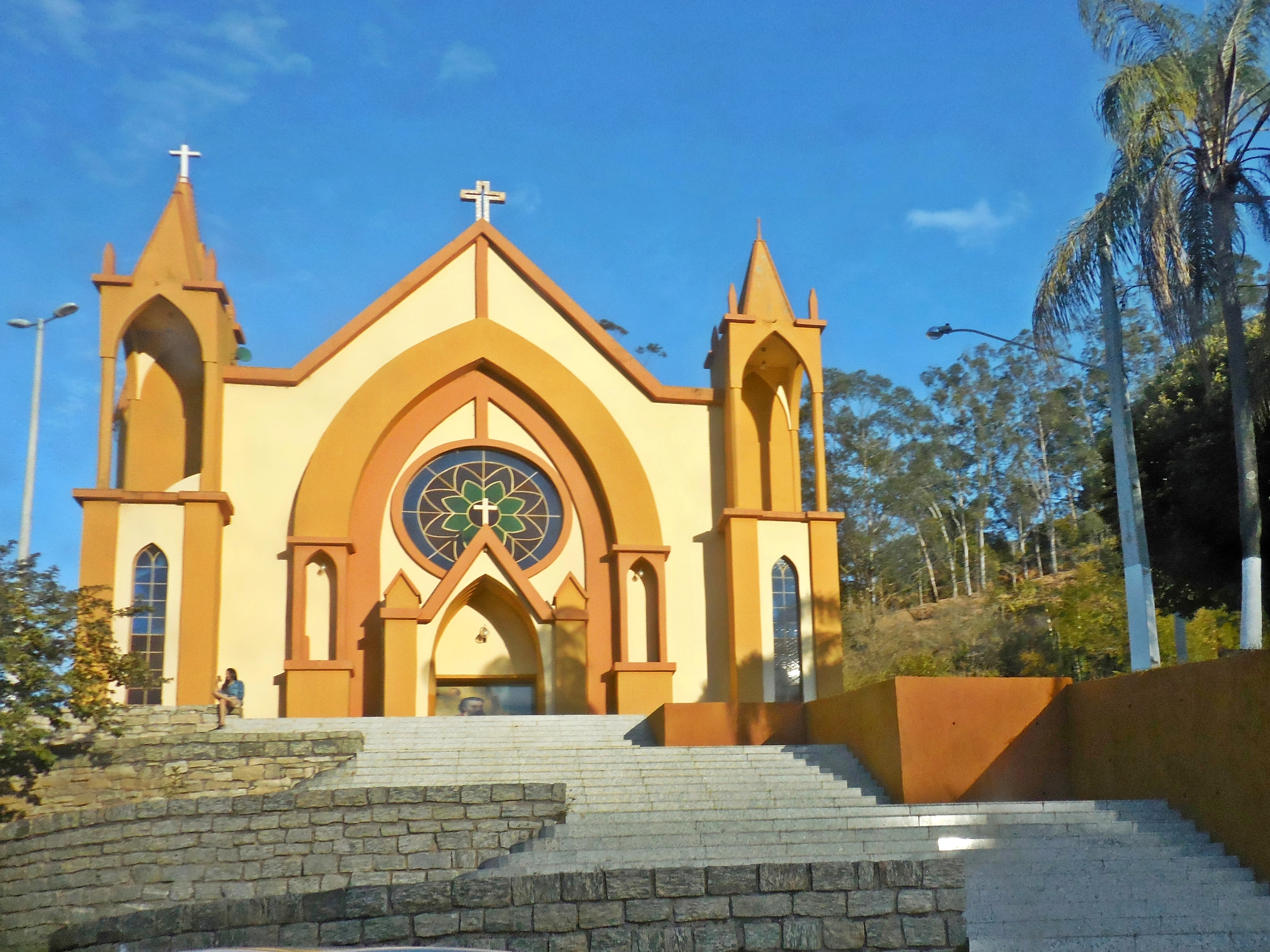
Igreja Matriz de São José, na Paróquia São José, em Jaguaraçu.

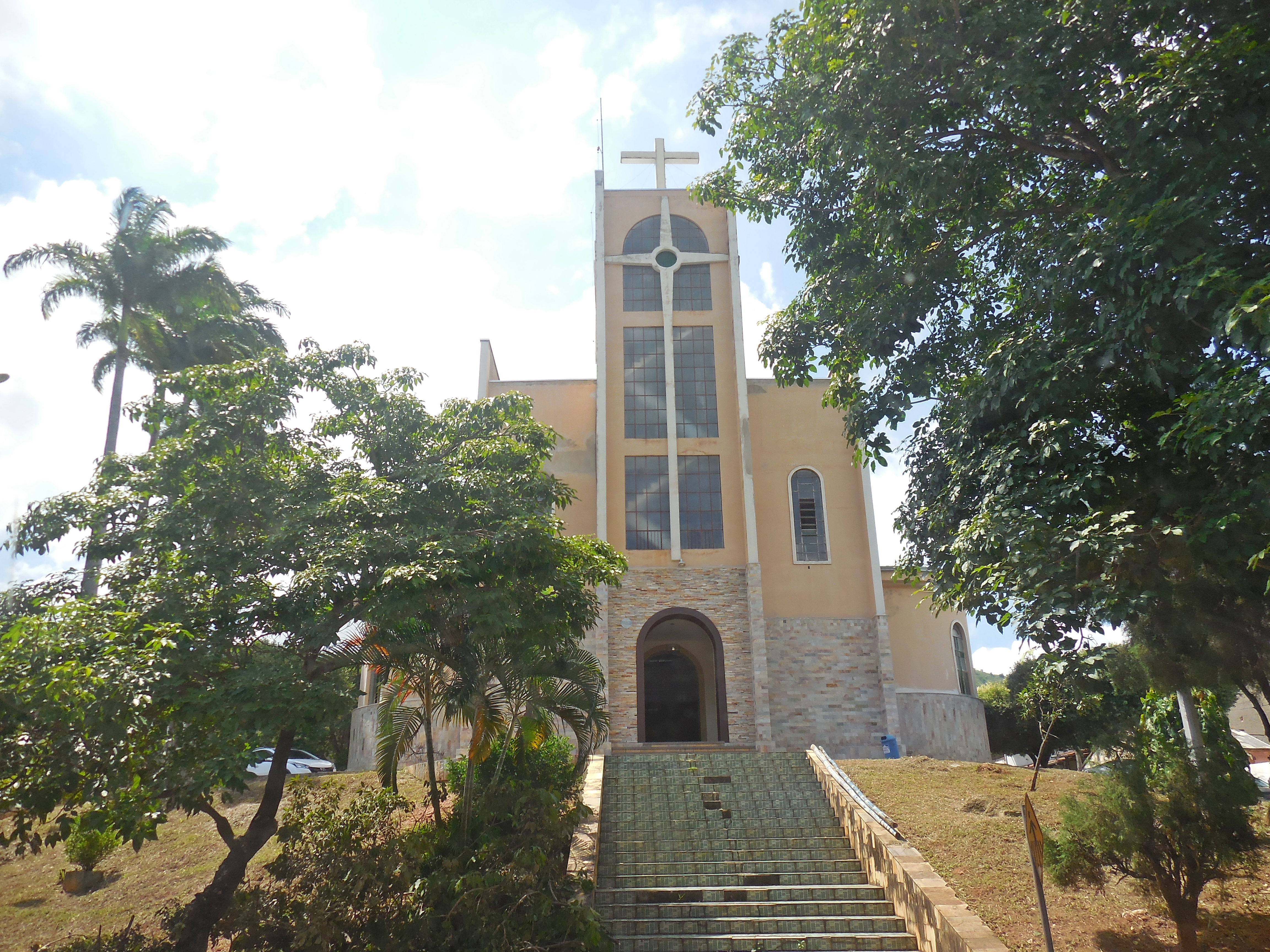
Igreja Matriz de São Sebastião, na Paróquia São Sebastião, em Timóteo.

| Região Pastoral | Município                  | Paróquias                            | Ereção canônica |
| --------------- | -------------------------- | ------------------------------------ | --------------- |
| 1               | Bom Jesus do Amparo        | Bom Jesus                            | 04/06/1858      |
| 1               | Itabira                    | Nossa Senhora da Conceição           | 07/07/2001      |
| 1               | Itabira                    | Nossa Senhora da Conceição Aparecida | 26/01/1999      |
| 1               | Itabira                    | Nossa Senhora da Penha               | 28/01/1973      |
| 1               | Itabira                    | Nossa Senhora da Piedade             | 11/08/1982      |
| 1               | Itabira                    | Nossa Senhora da Saúde               | 06/04/1947      |
| 1               | Itabira                    | Nossa Senhora do Carmo               | 07/07/2001      |
| 1               | Itabira                    | Nossa Senhora do Rosário             | 06/04/1826      |
| 1               | Itabira                    | Sagrado Coração de Jesus             | 12/02/2012      |
| 1               | Itabira                    | Santo Antônio                        | 24/01/2000      |
| 1               | Itambé do Mato Dentro      | Nossa Senhora das Oliveiras          | 07/07/2001      |
| 1               | Passabém                   | São José                             | 07/07/2001      |
| 1               | Santa Maria de Itabira     | Nossa Senhora do Rosário             | 01/04/1871      |
| 1               | São Sebastião do Rio Preto | São Sebastião                        | 07/07/2001      |
| 2               | Alvinópolis                | Nossa Senhora do Rosário             | 14/07/1832      |
| 2               | Bela Vista de Minas        | São Sebastião                        | 25/03/1968      |
| 2               | Dionísio                   | São Sebastião                        | 20/05/1897      |
| 2               | João Monlevade             | Nossa Senhora da Conceição           | 25/12/1959      |
| 2               | João Monlevade             | Nossa Senhora de Fátima              | 30/05/1966      |
| 2               | João Monlevade             | São José Operário                    | 25/09/1948      |
| 2               | João Monlevade             | São Luís Maria de Montfort           | 17/05/1993      |
| 2               | Nova Era                   | São José                             | 09/10/1848      |
| 2               | Rio Piracicaba             | São Miguel                           | 1748            |
| 2               | São Domingos do Prata      | Santo Antônio de Pádua               | 28/10/2010      |
| 2               | São Domingos do Prata      | São Domingos de Gusmão               | 16/02/1844      |
| 2               | São Gonçalo do Rio Abaixo  | São Gonçalo                          | 01/06/1850      |
| 2               | São José do Goiabal        | São José                             | 12/12/1950      |
| 3               | Antônio Dias               | Nossa Senhora de Nazaré              | 06/12/1830      |
| 3               | Belo Oriente               | Nossa Senhora da Piedade             | 01/05/1977      |
| 3               | Belo Oriente               | Nossa Senhora do Perpétuo Socorro    | 27/06/2002      |
| 3               | Coronel Fabriciano         | Nossa Senhora de Fátima              | 09/05/2021      |
| 3               | Coronel Fabriciano         | Santo Antônio                        | 20/01/1963      |
| 3               | Coronel Fabriciano         | São Francisco Xavier                 | 14/02/2011      |
| 3               | Coronel Fabriciano         | São Sebastião                        | 15/08/1948      |
| 3               | Ipatinga                   | Cristo Libertador                    | 22/05/1989      |
| 3               | Ipatinga                   | Cristo Rei                           | 11/02/1963      |
| 3               | Ipatinga                   | Cristo Redentor                      | 07/02/2007      |
| 3               | Ipatinga                   | Nossa Senhora Aparecida              | 27/01/1999      |
| 3               | Ipatinga                   | Nossa Senhora da Esperança           | 15/08/1960      |
| 3               | Ipatinga                   | Sagrada Família                      | 17/03/2008      |
| 3               | Ipatinga                   | Sagrado Coração de Jesus             | 25/06/1965      |
| 3               | Ipatinga                   | São Geraldo Magela                   | 26/11/2004      |
| 3               | Ipatinga                   | São Pedro                            | 19/06/2009      |
| 3               | Ipatinga                   | Senhor do Bonfim                     | 07/12/2009      |
| 3               | Jaguaraçu                  | São José                             | 10/1927         |
| 3               | Marliéria                  | Nossa Senhora das Dores              | 25/03/1922      |
| 3               | Mesquita                   | Santo Antônio                        | 14/04/1941      |
| 3               | Santana do Paraíso         | Santa Ana                            | 06/1965         |
| 3               | Timóteo                    | São João Batista                     | 23/06/2017      |
| 3               | Timóteo                    | São José                             | 25/10/1959      |
| 3               | Timóteo                    | São Sebastião                        | 20/01/1963      |